# Nils Schumann
Nils Schumann (Bad Frankenhausen, 20 de maio de 1978) é um ex-atleta e campeão olímpico alemão dos 800 m.
Schumann começou a obter destaque a nível internacional ao conquistar o ouro no Campeonato Europeu de Atletismo em Pista Coberta em Valência, na Espanha, no Campeonato Europeu de Atletismo em Budapeste e a Copa do Mundo de Atletismo em Joanesburgo, os três títulos em 1998, na prova dos 800 metros.
Decepcionando no ano seguinte no Campeonato Mundial de Atletismo em Sevilha, quando ficou em último lugar na prova, ele chegou aos Jogos Olímpicos de Sydney em 2000 sem nenhum favoritismo, reservado aos corredores quenianos. Na prova, porém, Schumann venceu facilmente sua eliminatória, e, na final, para surpresa do público, disparou nos últimos 50 m abrindo uma vantagem que o favorito Wilson Kipketer, queniano naturalizado dinamarquês e recordista mundial, não pode retirar, tornando-se o primeiro alemão a vencer os 800 m olímpicos.
No Campeonato Mundial de Atletismo de 2001, em Edmonton, Canadá, ele ficou apenas em quinto lugar na prova e conseguiu uma medalha de bronze no ano seguinte, no Campeonato Europeu de Atletismo em Munique. Com constantes problemas de contusões, passando por duas operações no tendão de Aquiles, Schumann não conseguiu manter uma carreira estável nem defender seu título em Atenas 2004, Jogos de que não participou devido a diversos problemas físicos ao longo daquele ano.
Retirou-se das competições em 2009, aos 31 anos.